# Mesterholdenes Europa Cup i håndbold 1973-74 (kvinder)
Mesterholdenes Europa Cup i håndbold 1973-74 for kvinder var den 14. udgave af Mesterholdenes Europa Cup i håndbold for kvinder. Turneringen havde deltagelse af 15 klubhold, der var blevet nationale mestre sæsonen forinden, og blev afviklet som en cupturnering, hvor alle opgørene til og med semifinalerne blev afviklet over to kampe, hvor holdene mødtes både ude og hjemme. Finalen blev afviklet som én kamp på neutral bane.
Turneringen blev vundet af SC Leipzig fra Østtyskland, som i finalen i Opole besejrede Spartak Kijev fra Sovjetunionen med 12-10. Det var det østtyske holds anden sejr i turneringens historie – den første blev vundet i sæsonen 1965-66 – og holdet satte dermed en stopper for Spartak Kijevs stime på fire turneringssejre i træk.
Danmarks repræsentant i turneringen var de danske mestre fra Frederiksberg IF, som blev slået ud i ottendedelsfinalen, hvor holdet tabte til TuS Eintracht Minden fra Vesttyskland.

## Resultater

### 1/16-finaler
| Dato   | Dato   | Hjemmehold i 1. kamp  | Udehold i 1. kamp | Resultat | Resultat | Resultat |
| 1.kamp | 2.kamp | Hjemmehold i 1. kamp  | Udehold i 1. kamp | Samlet   | 1.kamp   | 2.kamp   |
| ------ | ------ | --------------------- | ----------------- | -------- | -------- | -------- |
| 3.12.  | ?      | HK Borlänge           | Medina Guipúzcoa  | ?–?      | ?-?      | ?-?      |
| ?      | ?      | Union Admira Landhaus | Hapoel Rehovot    | ?–?      | ?-?      | ?-?      |

### Ottendedelsfinaler
| Dato   | Dato   | Hjemmehold i 1. kamp | Udehold i 1. kamp     | Resultat | Resultat | Resultat |
| 1.kamp | 2.kamp | Hjemmehold i 1. kamp | Udehold i 1. kamp     | Samlet   | 1.kamp   | 2.kamp   |
| ------ | ------ | -------------------- | --------------------- | -------- | -------- | -------- |
| 13.1.  | 23.1.  | SC Leipzig           | IEFS Bucucesti        | 25–15    | 15-60    | 10-90    |
| ?      | ?      | IL Vestar            | HK Borlänge           | ?–?      | ?-?      | ?-?      |
| 12.1.  | ?      | TuS Eintracht Minden | Frederiksberg IF      | ?–?      | 9-4      | ?-?      |
| ?      | ?      | Mora Swift Roermond  | CSKA Sofia            | ?–?      | ?-?      | ?-?      |
| 12.1.  | ?      | Vasas SC             | ASU Lyon              | ?–?      | 34-90    | ?-?      |
| 12.1.  | ?      | Ruch Chorzów         | RK Radnički           | ?–?      | 18-17    | ?-?      |
| 12.1.  | ?      | Odeva Glogovec       | Union Admira Landhaus | ?–?      | 22-11    | ?-?      |
| ?      | ?      | Spartak Kijev        | LC Brühl              | 42–13    | 19-60    | 23-70    |

### Kvartfinaler
| Dato   | Dato   | Hjemmehold i 1. kamp | Udehold i 1. kamp    | Resultat | Resultat | Resultat |
| 1.kamp | 2.kamp | Hjemmehold i 1. kamp | Udehold i 1. kamp    | Samlet   | 1.kamp   | 2.kamp   |
| ------ | ------ | -------------------- | -------------------- | -------- | -------- | -------- |
| ?      | ?      | SC Leipzig           | IL Vestar            | 26–18    | 15-70    | 11-11    |
| ?      | ?      | CSKA Sofia           | TuS Eintracht Minden | 22–23    | 13-70    | 09-16    |
| ?      | 26.2.  | RK Radnički          | Vasas SC             | 24–23    | 12-80    | 12-15    |
| 17.2.  | 27.2.  | Odeva Glogovec       | Spartak Kijev        | 30–46    | 15-21    | 15-25    |

### Semifinaler
| Dato   | Dato   | Hjemmehold i 1. kamp | Udehold i 1. kamp | Resultat | Resultat | Resultat |
| 1.kamp | 2.kamp | Hjemmehold i 1. kamp | Udehold i 1. kamp | Samlet   | 1.kamp   | 2.kamp   |
| ------ | ------ | -------------------- | ----------------- | -------- | -------- | -------- |
| 10.3.  | ?      | TuS Eintracht Minden | SC Leipzig        | 16–31    | 8-9      | 08-22    |
| ?      | ?      | Spartak Kijev        | RK Radnički       | 32–26    | 18-14    | 14-12    |

### Finale
Finalen blev spillet i Opole i Polen.
| Dato | Vinder     | Finalist      | Res.  | Pause |
| ---- | ---------- | ------------- | ----- | ----- |
| 6.4. | SC Leipzig | Spartak Kijev | 12–10 | ?     |